# Cyril Slater
Cyril Seely Slater (27. března 1897, Montreal – 26. října 1969) byl kanadský reprezentační hokejový útočník.
S reprezentací Kanady získal jen jednu zlatou olympijskou medaili (1924).

## Úspěchy
- ZOH – 1924